# Lakomství

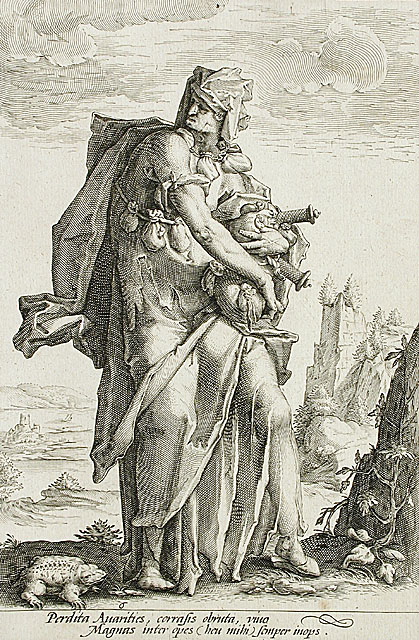
Lakomství na obraze Jacoba Mathama, 1587

Lakomství či lakota (latinsky avaritia) je přehnané lpění na majetku, nekontrolovaná touha hromadit majetek a neochota dělit se byť i jen o neupotřebitelné přebytky. Zahrnuje nenasytnost, hrabivost, chamtivost, včetně nečestných metod konsolidace majetku jako podvody, krádeže a úplatkářství. Vyznačuje se nezdravou touhou akumulovat co největší majetek a realizováním této touhy. Negativum lakoty tkví v stavění majetku a osobního prospěchu nad důležitější hodnoty, neschopnost nebo neochota pomoci těm, kteří pomoc potřebují, neschopnost darovat a nic za to nechtít.
Řada etických a náboženských systémů považuje tuto vlastnost za neřest, náleží mezi sedm hlavních hříchů definovaných scholastickou filosofií. Je to hřích přemíry. Opakem lakoty je altruismus, solidarita, skromnost, štědrost (latinsky liberalitas).

## Chamtivost jako biblický pojem
Chamtivost, v překladu Bible kralické lakomství, je Novým zákonem popisována jako vlastnost, před níž je třeba se varovat. Mezi křesťany nemá být chamtivost nejen provozována, ale ani zmiňována . Chamtivý člověk do Božího království nevejde.
Nový zákon klade rovnítko mezi chamtivost a touhu po nadbytku, spoléhání na nahromaděný majetek; učí, že pokud člověk neuzná za dobré poznávat Boha, vydá ho Bůh jeho myšlení. Jedním ze způsobů, jak se to projeví je to, že člověk propadne chamtivosti.
| „                           | Právě tak, jako neuznali za dobré poznávat Boha, vydal je Bůh jejich neosvědčené mysli, aby dělali, co se nesluší: Jsou naplněni veškerou nepravostí, smilstvem, ničemností, chamtivostí, špatností...“ | “ |
| — Bible, List Římanům 1, 28 | |   |